# 烏特瓦克 (亞利桑那州)
烏特瓦克（英語：Utevak）是位於美國亞利桑那州皮馬縣的一個非建制地區。該地的面積和人口皆未知。

## 地理
烏特瓦克的座標為31°42′08″N 111°44′58″W / 31.70222°N 111.74944°W，而該地的平均海拔高度為797米（即2615英尺）。